# Dietmar Hopp

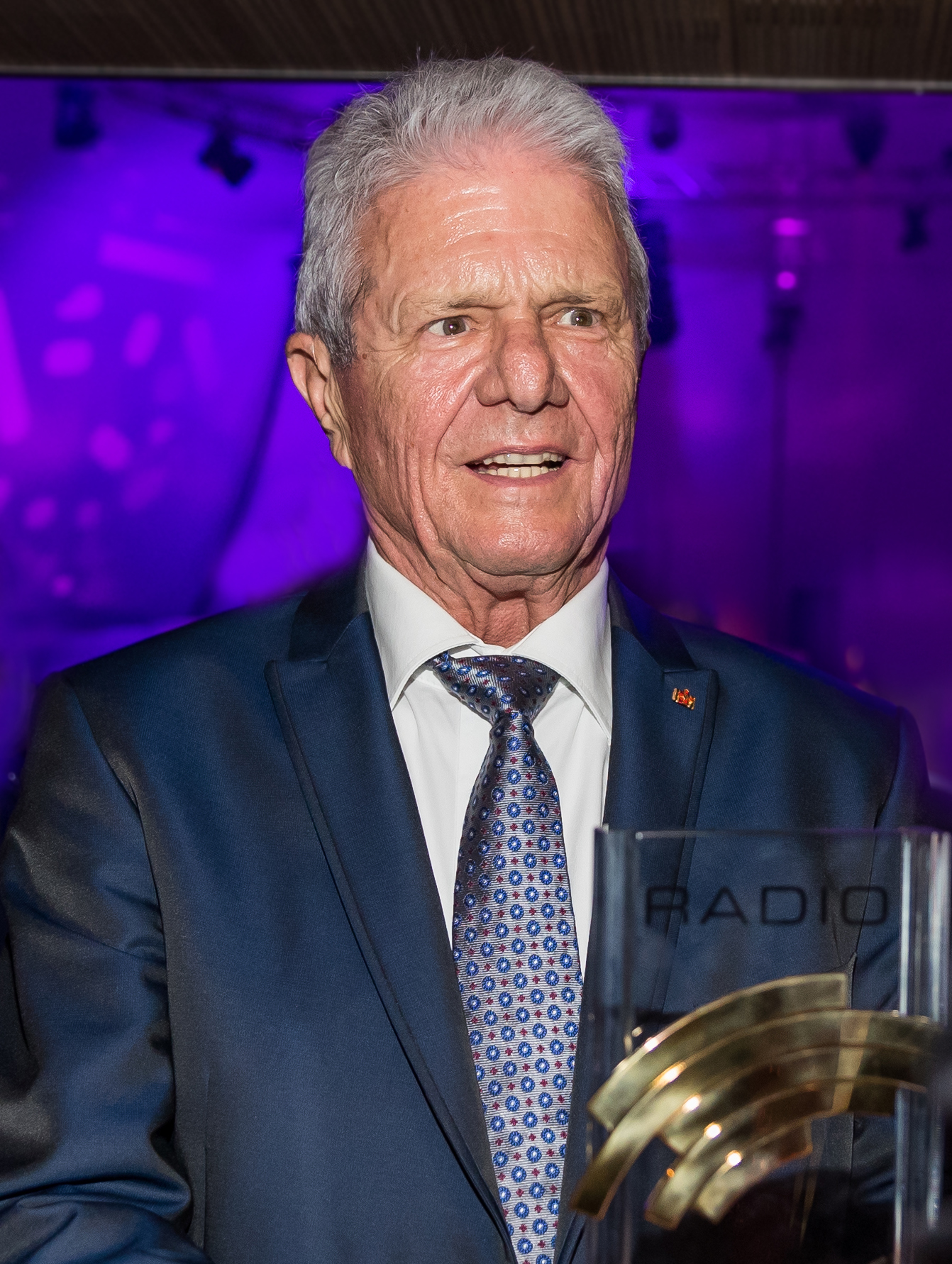
Dietmar Hopp (2019)

Dietmar Hopp (* 26. April 1940 in Heidelberg) ist ein deutscher Unternehmer und Mäzen. Er ist Mitbegründer des Softwarekonzerns SAP. Hopp gilt als einer der reichsten Deutschen. Einer breiteren Öffentlichkeit wurde er als Mäzen des Fußballvereins TSG 1899 Hoffenheim bekannt.

## Herkunft und Leben
Der Sohn des Lehrers und SA-Truppführers Emil Hopp wuchs mit seinen zwei älteren Geschwistern - einem Bruder und einer Schwester -  in Hoffenheim auf. Im Jahr 2009 wurde die Nazivergangenheit seines Vaters erstmals öffentlich thematisiert, als Menachem Mayer und Fred Raymes, zwei jüdische Brüder, die als Kinder verfolgt und in die Emigration gezwungen worden waren, in ihren Lebenserinnerungen die Rolle von Hopps Vater bei der Zerstörung der Synagoge ihres Heimatortes offenlegten. Hopp unterstützte ein Filmprojekt über ihr Leben.
Nach dem Gymnasium absolvierte Dietmar Hopp ein Studium der Nachrichtentechnik an der Technischen Hochschule Fridericiana in Karlsruhe (heute Karlsruher Institut für Technologie (KIT)), das er 1966 als Diplom-Ingenieur abschloss. Hopp arbeitete bei IBM, zunächst als Software-Entwickler in Stuttgart und von 1968 bis 1972 in der Mannheimer Niederlassung der IBM als Systemberater.
2009 wurde Dietmar Hopp um 5,5 Millionen Euro erpresst. Der Erpresser, ein 43-jähriger Fuhrunternehmer, wurde am 5. September 2009 festgenommen.
Hopp wohnt in Walldorf und ist seit 1967 mit Anneliese geb. Zeuner verheiratet. Sie haben zwei Söhne. Sein Sohn Daniel Hopp (* 10. Oktober 1980) ist Geschäftsführer der SAP Arena und des Eishockeyvereins Adler Mannheim. Sohn Oliver Hopp (* 1972) leitet ein Golfresort namens Terre Blanche in der Gemeinde Tourrettes in Südfrankreich und hat 2013 die Hopp-Foundation gegründet.

## Wirken

### SAP

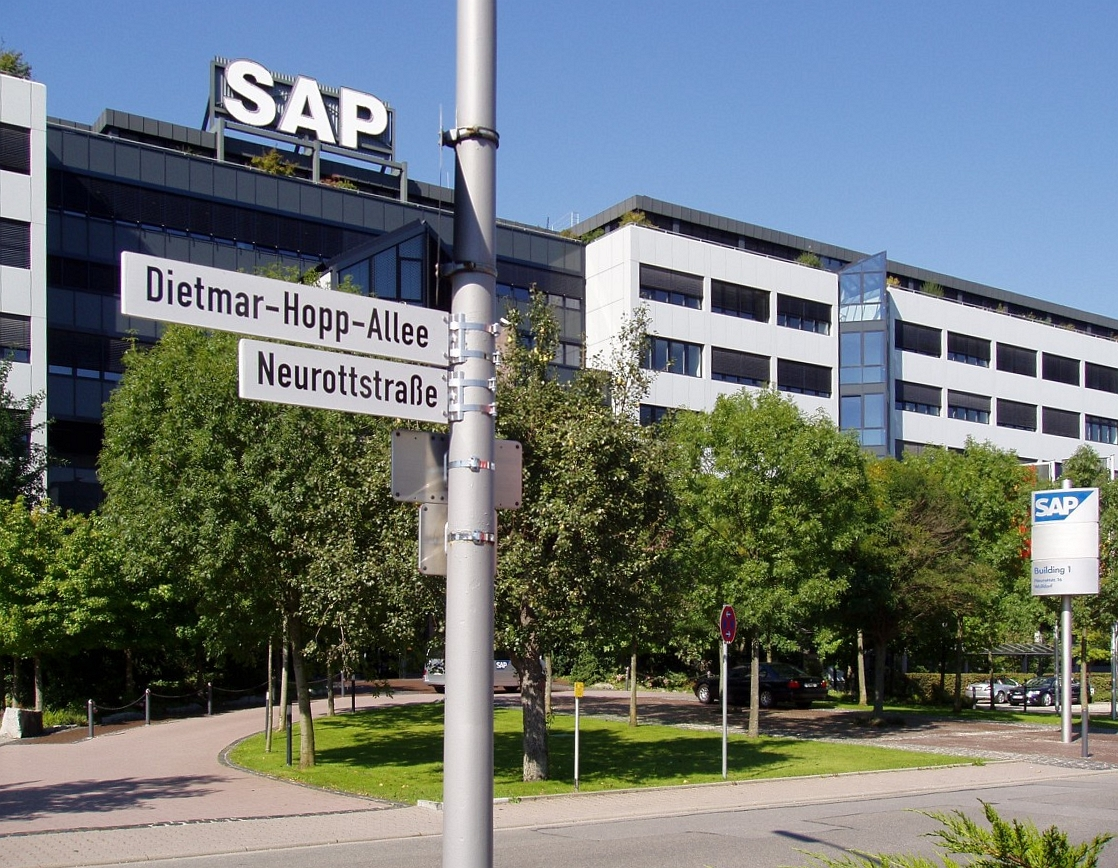
Dietmar-Hopp-Allee vor der SAP-Zentrale in Walldorf

Zusammen mit vier IBM-Kollegen, Hasso Plattner, Claus Wellenreuther, Hans-Werner Hector und Klaus Tschira, gründete er 1972 in Weinheim das Softwareunternehmen Systemanalyse und Programmentwicklung. Hopp sagte viele Jahre später, er und seine Kollegen hätten Riesenglück gehabt und seien zum richtigen Zeitpunkt am richtigen Ort gewesen: „Wir hatten damals Zeit – unsere Startup-Phase dauerte etwa zehn bis 15 Jahre.“
Im Jahr 1988 wurde das Unternehmen zur SAP AG, deren Vorstandsvorsitzender Hopp von 1988 bis 1998 war. Danach war er bis 2003 Vorsitzender des Aufsichtsrats und bis Mai 2005 dort einfaches Mitglied. Hopp hielt 2010 mehr als 8 % der Aktien von SAP, 2020 noch gut 5 %. Im Jahr 2014 wurde das Unternehmen zur SAP SE.

### Dietmar Hopp Stiftung
Die Dietmar Hopp Stiftung wurde 1995 als gemeinnützige GmbH gegründet, um die Umsetzung gemeinnütziger Projekte zu ermöglichen. Das Stiftungsvermögen besteht aus SAP-Aktien, die Dietmar Hopp aus seinem privaten Besitz eingebracht hat. Er investierte zwei Drittel seines Vermögens in die Stiftung.
Seit ihrer Gründung bis zum Jahr 2019 hat die Stiftung, die zu den größten Privatstiftungen Europas zählt, über 800 Millionen Euro ausgeschüttet. Gefördert werden gemeinnützige Projekte aus den Bereichen Sport, Medizin, Soziales und Bildung. Der Schwerpunkt der Förderaktivitäten liegt in der Metropolregion Rhein-Neckar, mit der sich der Stifter besonders verbunden fühlt.

### Engagement für den Klimaschutz
Ein besonderes Anliegen ist Hopp die Suche nach Auswegen aus der Klimakrise. So setzt sich seine Stiftung intensiv für den Klimaschutz ein. Er ist Gründer der Klimastiftung für Bürger. Zu den Zielen der Stiftung gehört u. a. der Betrieb der von ihr gegründeten Klima Arena, ein Lern-, Wissens- und Erlebnisort zur Vermittlung von Wissen rund um den Klimawandel. Hopp sagte einmal: „Wenn Menschen behaupten, es gibt keinen Klimawandel und man braucht keinen Klimaschutz, dann kann ich nur den Kopf schütteln. Solche Menschen haben einfach nicht verstanden, um was es geht. Es geht nicht um meine oder ihre Zukunft, sondern um die Zukunft unserer Jugend und Kinder. Die Jugend ist dafür auf die Straße gegangen. Diese Freitagsdemonstrationen waren gut und wichtig.“ Er würdigte die Leistung von Greta Thunberg: „Es [war] notwendig darauf hinzuweisen, dass Abermilliarden Tonnen an CO2 vom Menschen in die Luft geblasen werden und wir jetzt handeln müssen. […] Es ist ein menschengemachter Klimawandel und dem müssen wir entgegenwirken.“

### Geschäftliche Tätigkeiten
Seit seinem Rückzug aus dem Tagesgeschäft der SAP ist Hopp insbesondere als Investor tätig. Er ist Haupteigentümer von Actris.
2010 erhöhte Hopp seinen Anteil an der Agennix AG von knapp 30 auf rund 59 Prozent. Ende Mai 2013 beschlossen die Aktionäre die Liquidation des Unternehmens.
Im September 2012 investierte Hopp 80 Millionen Euro in das biopharmazeutische Unternehmen CureVac. Im März 2015 stieg auch die Bill & Melinda Gates Foundation mit 46 Millionen Euro ein und wurde damit Anteilseigner von CureVac mit etwa 5 %. Insgesamt investierte Dietmar Hopp mehr als 1,4 Milliarden Euro (Stand 2018) in Unternehmen der Biotechnologie, allerdings zunächst ohne größere Erfolge. Im März 2020 kündigte er einen Corona-Impfstoff der Firma CureVac an. Durch den Börsengang von CureVac erlöste Dietmar Hopp 4 Milliarden Euro. Im Juni 2021 musste CureVac jedoch endgültig den Misserfolg seiner Corona-Impfstoffentwicklung einräumen.

### Vermögen
2010 besaß Hopp 10 % der SAP-Aktien; sie verloren während der Finanzkrise 2007 geschätzte 2 Milliarden Euro an Wert.
Dietmar Hopp ist Multi-Milliardär. Gemäß der Forbes-Liste 2018 betrug sein Vermögen ca. 10,2 Milliarden US-Dollar. Damit belegte Hopp Platz 147 auf der Forbes-Liste der reichsten Menschen der Welt und Platz 15 in Deutschland.
Im März 2017 wurde das Vermögen Hopps auf 8,8 Milliarden Euro, 2020 auf 12,58 Milliarden Euro geschätzt.

### Mäzenatentum

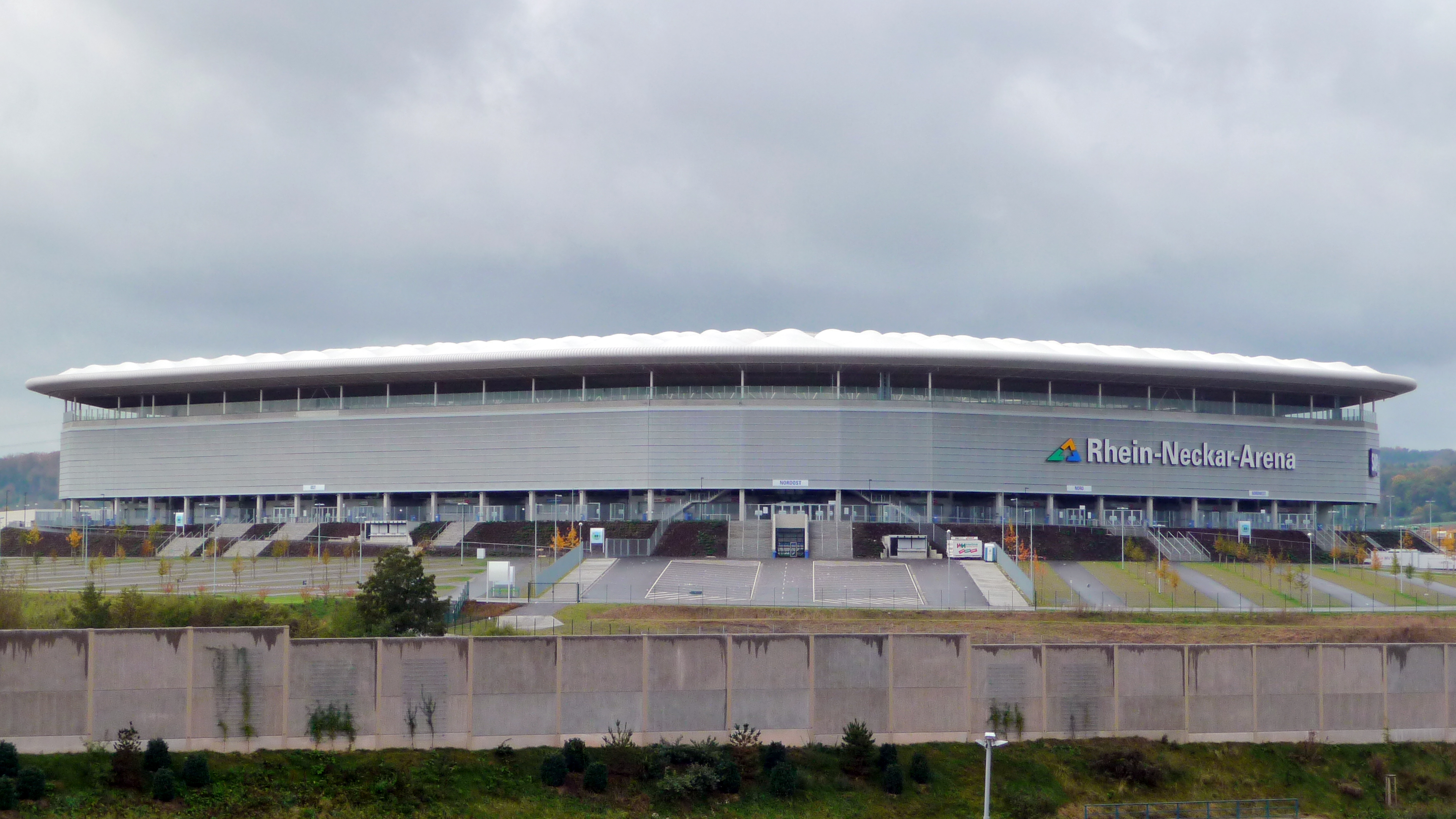
Rhein-Neckar-Arena

Hopp ist als Mäzen in verschiedenen sportlichen Bereichen aktiv: Er setzt sich ein für die Förderung des Sportnachwuchses im Golf (Golf Club St. Leon-Rot) und Fußball (vor allem mit bisher insgesamt etwa 350 Millionen Euro bei der TSG 1899 Hoffenheim, aber auch beim FC Astoria Walldorf). Als Jugendlicher spielte er bei der TSG Hoffenheim selbst Fußball. Nachdem sich das 1999 von Hopp finanzierte und nach ihm benannte Stadion in Hoffenheim allmählich als zu klein erwiesen hatte, kündigte Hopp 2006 an, für die TSG ein für die Bundesliga geeignetes Stadion zu finanzieren. Mit seinem Golfpartner Hans-Peter Wild entwickelte sich ein öffentlich ausgetragener Disput über die Nutzung eines landwirtschaftlich genutzten Areals auf Heidelberger Gemarkung östlich der Autobahn 5, das Wild zur Erweiterung seines Werks in Eppelheim nutzen wollte, während Hopp dort den Bau eines Stadions ins Auge fasste. Die Rhein-Neckar-Arena wurde dann ab Mai 2007 an der A 6 gegenüber vom Auto- und Technikmuseum Sinsheim gebaut. Die TSG 1899 Hoffenheim stieg am Ende der Saison 2007/08 in die Bundesliga auf und nutzt seit Januar 2009 das neue Stadion. Von 1. Juli 2015 an übernahm Hopp, der seit dem Jahr 2006 schon 96 % der Kapitalanteile an der TSG 1899 Hoffenheim Fußball-Spielbetriebs-Gesellschaft hielt, auch die Mehrheit der Stimmrechtsanteile. Möglich war dies durch eine Ausnahmegenehmigung der Deutschen Fußball Liga (DFL) und des Deutschen Fußball-Bundes (DFB) vom Dezember 2014, die erteilt wurde, weil Hopp den Verein mehr als 20 Jahre erheblich gefördert hatte. Am 1. März 2023 gab die TSG Hoffenheim bekannt, dass Dietmar Hopp auf diesen Sonderstatus wieder verzichten will und die Stimmenmehrheit künftig wieder beim Mutterverein, dem TSG 1899 Hoffenheim e. V. liegt.
Über die Firma Hobra GmbH & Co. KG hält Hopp auch Mehrheitsanteile an Académico de Viseu FC in Portugal und Barra Futebol Clube (SC) in Brasilien.

## Positionen
Hopp attestierte 2017 für Deutschland ein Gerechtigkeitsproblem. Er warnte davor, Bildung zu einem Privileg von Reichen und Wohlhabenden werden zu lassen, das andere abhängt. Die Vermögenden forderte Hopp auf, Verantwortung für die zu übernehmen, die weniger haben. Auch aus diesem Grund überwies er 2011 den auf ihn, seine Ehefrau, seine beiden Kinder und sein Enkelkind entfallenden rechnerischen Anteil der Staatsverschuldung Deutschlands, welcher seinerzeit etwa 21.000 Euro pro Bundesbürger entsprach, auf ein Sonderkonto der Bundesbank.

## Ehrungen und Auszeichnungen

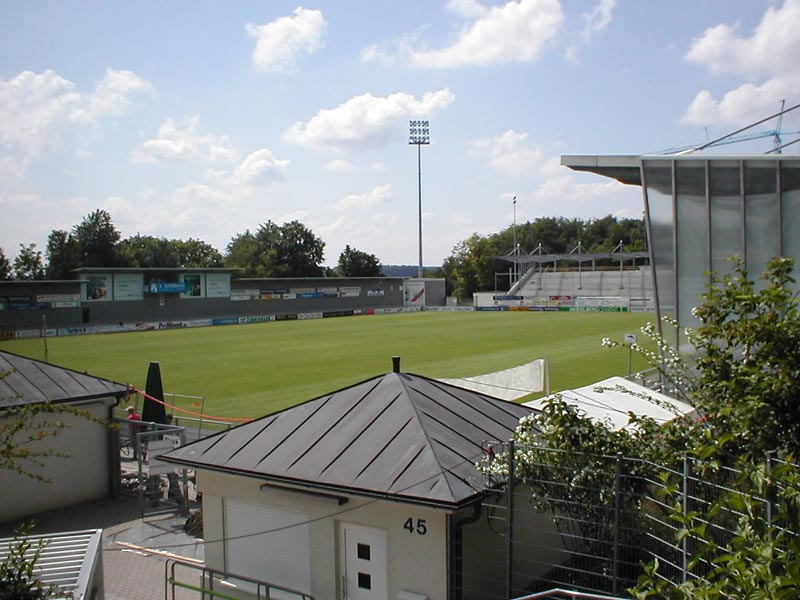
Dietmar-Hopp-Stadion in Hoffenheim

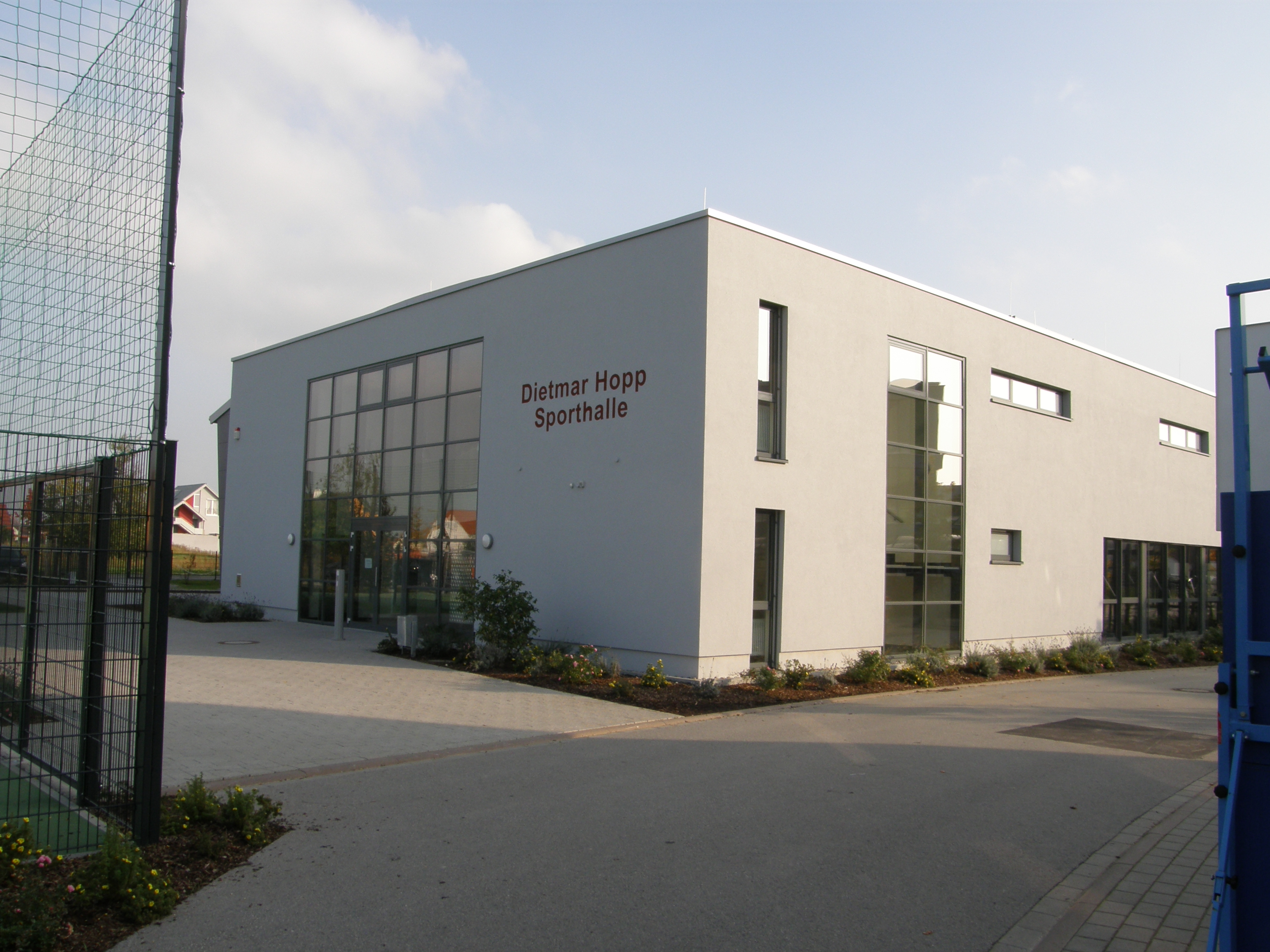
Dietmar Hopp Sporthalle in St. Leon-Rot, Ortsteil Rot

Zu seinen Ehren wurde im Juni 2005 die Neurottstraße in der Nähe der Walldorfer SAP-Zentrale in Dietmar-Hopp-Allee umbenannt. Das ehemalige Stadion der TSG Hoffenheim trägt ebenso seinen Namen wie die Sporthalle im Teilort Rot der Gemeinde St. Leon-Rot, das Stadion des FC-Astoria Walldorf und eine Straße in Sinsheim.
- 1992 Bundesverdienstkreuz am Bande
- 1992 Wirtschaftsmedaille des Landes Baden-Württemberg
- 1995 BAMBI Kategorie Business (Burda)
- 1998 Hall of Fame (Manager Magazin)
- 1999 Verdienstmedaille des Landes Baden-Württemberg[39]
- 2004 Bundesverdienstkreuz 1. Klasse
- 2005 Ehrenbürger von Walldorf
- 2006 Ehrenplakette des Badischen Sportbundes
- 2007 Ehrenbürger der Gemeinde St. Leon-Rot
- 2008 Capital Sport-Manager des Jahres
- 2008 Weltwirtschaftlicher Preis (Institut für Weltwirtschaft)
- 2008 Rudolf-Diesel-Medaille (DIE – Deutsches Institut für Erfindungswesen)
- 2008 Player des Jahres (Magazin HORIZONT Sportbusiness)
- 2009 Goldene Victoria (Verband Deutscher Zeitschriftenverleger – VDZ)
- 2009 Laureus Medien Preis für Wohltätigkeit
- 2010 Initiativpreis für Verdienste um die Stadt Mannheim und die Metropolregion Rhein-Neckar
- 2010 Großes Verdienstkreuz des Verdienstordens der Bundesrepublik Deutschland (Bundesverdienstkreuz)
- 2010 Ehrenring der Stadt Walldorf
- 2010 Victor SportAward (Metropolregion Rhein-Neckar)
- 2010 Benennung eines Asteroiden nach ihm: (210432) Dietmarhopp
- 2010 Benennung einer Straße in St. Leon-Rot „Dietmar-Hopp-Straße“
- 2011 Ehrenpreis des Deutschen Hospiz- und Palliativverbandes (DHPV)
- 2014 Deutscher Stifterpreis des Bundesverbandes Deutscher Stiftungen[40]
- 2015 Ehrenbürger von Sinsheim
- 2016 Ehrenpreis des Landessportverbandes Baden-Württemberg
- 2016 Ehrenmedaille in Gold (Deutscher Golf Verband)
- 2019 Radio Regenbogen Award: In der Kategorie Ehrenaward 2018
- 2020 Drei90: Person des Jahres
- 2020 Sport-Bild-Award: Geste des Jahres (zusammen mit Karl-Heinz Rummenigge)

## Kontroversen
Das finanzielle Engagement von Dietmar Hopp für die TSG Hoffenheim, das einen steten Aufstieg des vormals nur im lokalen Bereich spielenden Vereins bis in die Bundesliga ermöglichte, stand wiederholt in der Kritik. Ein Vorwurf lautete, Hopp verstoße gegen die 50+1-Regel. So greife der Mäzen mitunter direkt ins operative Geschäft des Vereins ein, was Investoren verboten ist.
Hans-Joachim Watzke warnte 2009 vor einer Benachteiligung von Traditionsvereinen gegenüber „Retortenclubs“ und forderte die DFL auf, Untersuchungen in Hoffenheim anzustellen. Die Unterteilung der Liga in vermeintlich „echte“, von Tradition und Emotionen getragene Fußballvereine auf der einen Seite und „künstliche“, nur auf Kommerz ausgelegte Fußballvereine auf der anderen brachte dem Geschäftsführer des börsennotierten Vereins Borussia Dortmund wiederum Populismus-Vorwürfe ein. Christian Heidel äußerte 2007 als Manager von Mainz 05, es sei schade, dass „so eine Mannschaft [wie Hoffenheim] einen der 36 Plätze im Profifußball wegnimmt“. Hopp wandte sich daraufhin an den DFB mit der Bitte, solche Äußerungen als Diskriminierung anzusehen und genauso konsequent wie Rassismus zu ahnden.
Vor allem in der ersten Bundesligasaison Hoffenheims wurde Hopp insbesondere von Gästefans massiv angefeindet. Hoffenheim wurde verballhornt in „Hoppenheim“. Besonders bekannt wurde ein Banner eines Dortmunder Fans, auf dem das Gesicht von Hopp in einem Fadenkreuz mit der Unterschrift Hasta la vista, Hopp zu sehen war. Dies wurde vielfach als Gewaltaufruf verstanden. Hopp erstattete Anzeige; er nahm sie nach einer Entschuldigung des Urhebers zurück. Vielfach wurde Hopp seitens der Fans auch als Hurensohn tituliert.
Hopp steht aus Sicht der Fans sinnbildlich für die zunehmende Kommerzialisierung des Fußballs, so dass er immer wieder Ziel von Schmähungen gegnerischer Fans wurde, auf die er zunehmend mit Privatklagen gegen einzelne Fans reagierte. Da vor allem von Seiten der Fans von Borussia Dortmund auch das Motiv mit dem Konterfei Hopps im Fadenkreuz immer wieder Verwendung fand, wurde im Februar 2020 seitens des DFB ein dreijähriges Verbot für Dortmunder Fans bei Heimspielen der TSG Hoffenheim verhängt. Diese Entscheidung wurde von den Fanszenen als Wortbruch seitens des DFB aufgefasst, da im Jahr 2017 der damalige DFB-Präsident Reinhard Grindel eine Aussetzung derartiger Kollektivstrafen angekündigt hatte. Das Urteil sorgte für ein erneutes Aufflammen der Schmähungen gegen Dietmar Hopp von Seiten zahlreicher Fanszenen aus Solidarität mit den Anhängern von Borussia Dortmund. So hielten am darauffolgenden Spieltag, am 22. Februar 2020, Ultras von Borussia Mönchengladbach, an jenem Spieltag Gegner der TSG Hoffenheim, im heimischen Borussia-Park ein Plakat mit dem Fadenkreuz-Motiv hoch. Beim ersten Heimspiel der TSG nach dem DFB-Urteil, am 29. Februar gegen den FC Bayern München, wurden von Seiten der Münchner Ultragruppierungen diese Schmähungen aufgegriffen. Beim Stand von 6:0 für den FC Bayern waren im Gästeblock im Abstand von wenigen Minuten zwei Banner präsentiert worden, auf denen Hopp als Hurensohn bezeichnet wurde, was jeweils zu einer Spielunterbrechung führte. Um gegen die Verunglimpfungen zu protestieren, schoben sich die Profis beider Mannschaften nach der zweiten Unterbrechung in der 78. Minute den Ball bis zum Spielende nur noch gegenseitig zu und erhielten dafür auch den Applaus der meisten Zuschauer.